# Best NBA Player ESPY Award
Le Best NBA Player ESPY Award est une récompense donnée chaque année depuis 1993 à un joueur de la National Basketball Association (NBA) considéré comme le meilleur cette année-là.
Entre 1993 et 2004, le panel de votants comprend des fans, des journalistes, des présentateurs sportifs, les general managers des franchises et des experts NBA. Le choix du vainqueur repose alors essentiellement sur les fans choisissant par Internet dans une liste déterminée par le comité de nomination de la chaîne de télévision ESPN.
Jusqu'en 2001, le trophée est décerné en février et récompense le meilleur joueur sur l'année civile précédente. Depuis, le trophée est remis en juin et récompense les performances de la saison écoulée, y compris les playoffs. Ainsi, le lauréat est souvent différent du NBA Most Valuable Player ou du NBA Finals MVP. Sept joueurs ont remporté le trophée à plusieurs reprises : LeBron James l'a gagné sept fois, Michael Jordan quatre fois, Stephen Curry trois fois, Hakeem Olajuwon, Shaquille O'Neal, Tim Duncan et Kobe Bryant deux fois.

## Lauréats
| Année | Joueur                                           | Nationalité                                      | Poste                                            | Équipe                                           |
| ----- | ------------------------------------------------ | ------------------------------------------------ | ------------------------------------------------ | ------------------------------------------------ |
| 1993  | Michael Jordan                                   | États-Unis                                       | Arrière                                          | Bulls de Chicago                                 |
| 1994  | Charles Barkley                                  | États-Unis                                       | Ailier fort                                      | Suns de Phoenix                                  |
| 1995  | Hakeem Olajuwon                                  | États-Unis                                       | Pivot                                            | Rockets de Houston                               |
| 1996  | Hakeem Olajuwon (2)                              | États-Unis                                       | Pivot                                            | Rockets de Houston                               |
| 1997  | Michael Jordan (2)                               | États-Unis                                       | Arrière                                          | Bulls de Chicago                                 |
| 1998  | Michael Jordan (3)                               | États-Unis                                       | Arrière                                          | Bulls de Chicago                                 |
| 1999  | Michael Jordan (4)                               | États-Unis                                       | Arrière                                          | Bulls de Chicago                                 |
| 2000  | Tim Duncan                                       | États-Unis                                       | Ailier fort                                      | Spurs de San Antonio                             |
| 2001  | Shaquille O'Neal                                 | États-Unis                                       | Pivot                                            | Lakers de Los Angeles                            |
| 2002  | Shaquille O'Neal (2)                             | États-Unis                                       | Pivot                                            | Lakers de Los Angeles                            |
| 2003  | Tim Duncan (2)                                   | États-Unis                                       | Ailier fort                                      | Spurs de San Antonio                             |
| 2004  | Kevin Garnett                                    | États-Unis                                       | Ailier fort                                      | Timberwolves du Minnesota                        |
| 2005  | Steve Nash                                       | Canada                                           | Meneur                                           | Suns de Phoenix                                  |
| 2006  | Dwyane Wade                                      | États-Unis                                       | Arrière                                          | Heat de Miami                                    |
| 2007  | LeBron James                                     | États-Unis                                       | Ailier                                           | Cavaliers de Cleveland                           |
| 2008  | Kobe Bryant                                      | États-Unis                                       | Arrière                                          | Lakers de Los Angeles                            |
| 2009  | LeBron James (2)                                 | États-Unis                                       | Ailier                                           | Cavaliers de Cleveland                           |
| 2010  | Kobe Bryant (2)                                  | États-Unis                                       | Arrière                                          | Lakers de Los Angeles                            |
| 2011  | Dirk Nowitzki                                    | Allemagne                                        | Ailier fort                                      | Mavericks de Dallas                              |
| 2012  | LeBron James (3)                                 | États-Unis                                       | Ailier                                           | Heat de Miami                                    |
| 2013  | LeBron James (4)                                 | États-Unis                                       | Ailier                                           | Heat de Miami                                    |
| 2014  | Kevin Durant                                     | États-Unis                                       | Ailier                                           | Thunder d'Oklahoma City                          |
| 2015  | Stephen Curry                                    | États-Unis                                       | Meneur                                           | Warriors de Golden State                         |
| 2016  | LeBron James (5)                                 | États-Unis                                       | Ailier                                           | Cavaliers de Cleveland                           |
| 2017  | LeBron James (6)                                 | États-Unis                                       | Ailier                                           | Cavaliers de Cleveland                           |
| 2018  | LeBron James (7)                                 | États-Unis                                       | Ailier                                           | Cavaliers de Cleveland                           |
| 2019  | Giánnis Antetokoúnmpo                            | Grèce                                            | Ailier fort                                      | Bucks de Milwaukee                               |
| 2020  | Non décerné en raison de la pandémie de Covid-19 | Non décerné en raison de la pandémie de Covid-19 | Non décerné en raison de la pandémie de Covid-19 | Non décerné en raison de la pandémie de Covid-19 |
| 2021  | Stephen Curry (2)                                | États-Unis                                       | Meneur                                           | Warriors de Golden State                         |
| 2022  | Stephen Curry (3)                                | États-Unis                                       | Meneur                                           | Warriors de Golden State                         |